# Абдуллаєв Пулат
Пулат Абдуллайович Абдуллаєв (1906, кишлак Кулькент Ферганської області, тепер кишлак Кульканд Ісфаринського хукумату Согдійського вілояту, Таджикистан — 1983, кишлак Кульканд, тепер Таджикистан) — радянський таджицький державний діяч, секретар ЦК КП(б) Таджикистану, голова Верховного суду Таджицької РСР. Депутат Верховної ради Таджицької РСР.

## Життєпис
Народився в селянській родині. Почав працювати з дванадцятирічного віку. У 1924 році вступив до комсомолу.
У 1925—1926 роках був слухачем школи радянського та партійного будівництва і педагогічних курсів у Самарканді.
У 1927—1928 роках — відповідальний секретар Ісфаринського районного комітету ЛКСМ Узбекистану Таджицької АРСР.
У 1928—1931 роках — голова виконавчого комітету Ісфаринської районної ради Таджицької СРР.
Член ВКП(б) з 1930 року.
У 1932 році навчався в Середньо-Азіатському комуністичному університеті в Ташкенті.
У 1933—1936 роках — заступник голови, голова виконавчого комітету Джилікульської районної ради Таджицької СРР.
У 1937 році — слухач Вищих курсів радянського будівництва при ЦВК СРСР у Москві.
У 1938 році — секретар виконавчого комітету Сталінабадської міської ради Таджицької РСР.
До листопада 1938 року — партійний організатор ЦК КП(б) Таджикистану.
У листопаді 1938 — березні 1940 року — голова Верховного суду Таджицької РСР.
17 березня 1940 — 13 травня 1942 року — 3-й секретар ЦК КП(б) Таджикистану.
У 1942—1943 роках — слухач Вищої школи партійних організаторів при ЦК ВКП(б).
У 1943—1958 роках — народний комісар (з 1946 року — міністр) державного контролю Таджицької РСР.
У 1958—1961 роках — заступник голови Комісії радянського контролю при Раді міністрів Таджицької РСР.
З 1961 року — персональний пенсіонер.
Подальша доля невідома. Помер у 1983 році.

## Нагороди та звання
- орден Леніна (25.04.1941)
- два ордени Трудового Червоного Прапора (25.02.1948, 23.10.1954)
- чотири ордени «Знак Пошани»
- медалі
- Почесні грамоти Президії Верховної ради Таджицької РСР